# آکوافینا
آکوافینا  (به انگلیسی : Aquafina) یکی از محصولات شرکت پپسی‌کو است که آب معدنی های خود را در دو نوع آب طعم دار و بدون طعم تولید می‌کند. همچنین برند آکوافینا نیز در محصولات مراقبتی پوست مانند کرم لب و کرم دور چشم دارای صلاحیت تولید می‌باشد.
آکوافینا قبل از آنکه محصوالات خود را در کشور هایی از قبیل ایالات متحده آمریکا، کانادا، اسپانیا، پرو (که در آنجا به "سن کارلوس" مشهور بود)، لبنان، ترکیه، کشور های شورای همکاری خلیج فارس، ایران، مصر، مراکش، ویتنام، پاکستان و هند به صورت جهانی به فروش برساند؛ آنها را برای اولین بار در شهر ویچیتا واقع در ایالت کانزاس توزیع کرد.
آکوافینا تا سال 2009 میلادی فروش حدود 13.4 درصد آب آشامیدنی بسته‌بندی شده داخلی ایالات متحده آمریکا را تشکیل می‌داد و همین باعث شد که آکوافینا از نظر خرده فروشان به محبوب ترین برند آب آشامیدنی بطری شده تبدیل شود.
این محصول در ایران توسط شرکت ارم نوش تولید می‌شود.

## تنوع محصولات
آب معدنی های بسته‌بندی شده آکوافینا، محصول اولیه است که توسط برند آکوافینا تولید میشود. این محصول از منابع محلی آب لوله کشی شهری تولید شده که مراحل تصفیه را طی می‌کند؛ مراحل تصفیه شامل اسمز معکوس، اشعه ماوراء بنفش و عقیم سازی ازن می‌باشد.
از 27 ژوئیه 2007 ، ادعایی به بطری های آکوافینا اضافه شد که بیان می‌کرد آب تولید شده از یک "منبع عمومی" نشأت می‌گیرد. بر روی برچسب های بطری های 1.5 لیتری آب آکوافینا در کانادا ؛ آب غیر معدنی تصفیه شده را نمایش می‌دهد.
سخنگوی پپسی کو در پاسخ به نگرانی های طرفداران محیط زیست که سؤالاتی را در مورد ابهام منابع آب مطرح می‌کردند گفت: منظقی است که آب از منابع عمومی تأمین می‌شود و متن موجود در برچسب های بطری ها نشان گر همین موضوع هستند.
آب های بسته‌بندی شده طعم دار آکوافینا از ضمانت محتوی نبودن "هیچگونه کالری یا کربوهیدرات" بر روی برچسب ها برخوردار هستند.
آکوافینا با طعم اسپلش (FlavorSplash) نمونه ای از این نوع آب های بسته‌بندی شده می‌باشد که برای اولین بار در سال 2005 معرفی شد. این محصول یک خط تولید آب طعم دار را دنبال می‌کند که غیر گاز دار بوده و به‌طور مصنوعی با سوکرالوز شیرین می‌شود که تا سال 2009 در شش طعم : انگور، توت‌فرنگی با کیوی، توت وحشی، تمشک، لیمو و هلو با انبه تولید می‌شد.
اسپارکلینگ (Sparkling) نمونۀ دیگر از آب های طعم دار بسته‌بندی شده آکوافینا می‌باشد که  برخلاف اسپلش گاز دار است؛ اگرچه که خط تولید این محصول تا سال 2010 ادامه داشت و سپس تولید آن در ایالات متحده آمریکا متوقف شد. محصولات طعم دار شده دیگر آکوافینا:
- اِلایو (Alive) که دارای مقدار کمی کالری و ویتامین افزوده شده داشت که تولید این محصول از سال 2007 تا سال 2009 ادامه داشت و سپس به سرانجام محصولات طعم دار دیگر آکوافینا دچار شد.
- آکوافینا پلاس (+Aquafina plus) که این محصول نیز دارای کالری کم و طبق برچسب بطری، مکمل ویتامین بود و مانند بقیه خط تولید آن متوقف شد.

تا سال 2011 خطوط تولید محصولات اسپارکلینگ و آکوافینا پلاس در بقیه کشور ها از جمله کانادا ادامه داشت.

## بسته‌بندی
آکوافینا نمایدنگی تولید مصحولات خود را در بطری های 1 و 1.5 لیتری و 710 ، 500 ، 350 ، 590 میلیلیتری دارد.